# Fondation Carnegie pour la paix internationale
Pour les articles homonymes, voir Carnegie.
La Fondation Carnegie pour la paix internationale (en anglais : Carnegie Endowment for International Peace) est une organisation non gouvernementale ainsi qu'un cercle de réflexion et d'influence global (think tank) dédiée au développement de la coopération interétatique et à la promotion des intérêts des États-Unis sur la scène internationale. Fondée en 1910 par Andrew Carnegie, l'organisation est bipartisane avec la présence de démocrates et républicains.
À travers des recherches, des publications et des conférences, la fondation explore de nouvelles approches dans le domaine des affaires étrangères proches de ce que l'on nomme de plus en plus la médiation internationale.

## Histoire

### Fondation et premiers axes de travail
Andrew Carnegie fonde, le 14 décembre 1910 la Fondation Carnegie pour la paix internationale (nommée à l’époque Dotation Carnegie en faveur de la paix internationale) avec le concours de vingt-huit « personnalités éminentes ».
Un an de préparation plus tard, le 14 décembre 1911, avec les mêmes vingt-huit « trustees »,, il dote la fondation de 150 millions de francs (10 000 000 $) et institue une organisation et des moyens d’actions pour utiliser cet argent à bon escient pour la paix. Pour cela il divise sa dotation en trois axes de travail :
1. un axe centré sur le droit et la législation dirigé par le docteur James Brown Scott.
2. un axe centré sur l’économie politique et l’histoire dirigé par le docteur John Bates Clark de l’université de Columbia.
3. un axe centré sur les relations internationales et l’éducation dirigé par Nicholas Murray Butler, président de l'université de Columbia de 1902 à 1945.

Pour la réalisation du troisième axe la dotation Carnegie pense qu’on ne peut pas se contenter d’une action menée seulement en Amérique, celle-ci doit également s’étendre à l’Europe, aidé de l’association de conciliation internationale fondé en 1905.
À cette fin, un Bureau européen de la dotation Carnegie est fondé à Paris le 1er janvier 1912. Il est dirigé par le professeur agrégé du Collège libre des sciences sociales, Jules Prudhommeaux et se situe 24 rue Pierre-Curie à Paris à côté de l’institut d’océanographie et, note le bulletin de conciliation internationale, dans un quartier où se situent les écoles et universités parisiennes, ce qui démontre une volonté d’influence des jeunes élites de la ville. Ce Bureau est créé par la conciliation internationale qui le fonde à la demande de la dotation Carnegie,, sûrement avec les fonds de la dotation, et ce gratuitement selon la conciliation internationale qui insiste sur ce point. D’ailleurs la conciliation internationale se dit indépendante de la dotation Carnegie « comme une fille mariée est indépendante de sa mère ».
La dotation Carnegie en faveur de la paix décide de baser son action sur celle de la conciliation internationale et son aide.
Toujours en vue de l’accomplissement de son troisième axe en Europe, la Dotation Carnegie finance le Bureau international de la paix (BIP) implanté à Berne grâce à ses fonds pour que ce dernier publie une propagande favorables aux objectifs de l'axe.
Notons aussi que, pour ce troisième axe, l’économiste Charles Gide avec Paul Samuel Reinsch (en) sont chargés des influences unificatrices dans la vie internationales en recherchant concours et collaborateurs pour organiser et discipliner le travail.

### Travaux menés post-URSS

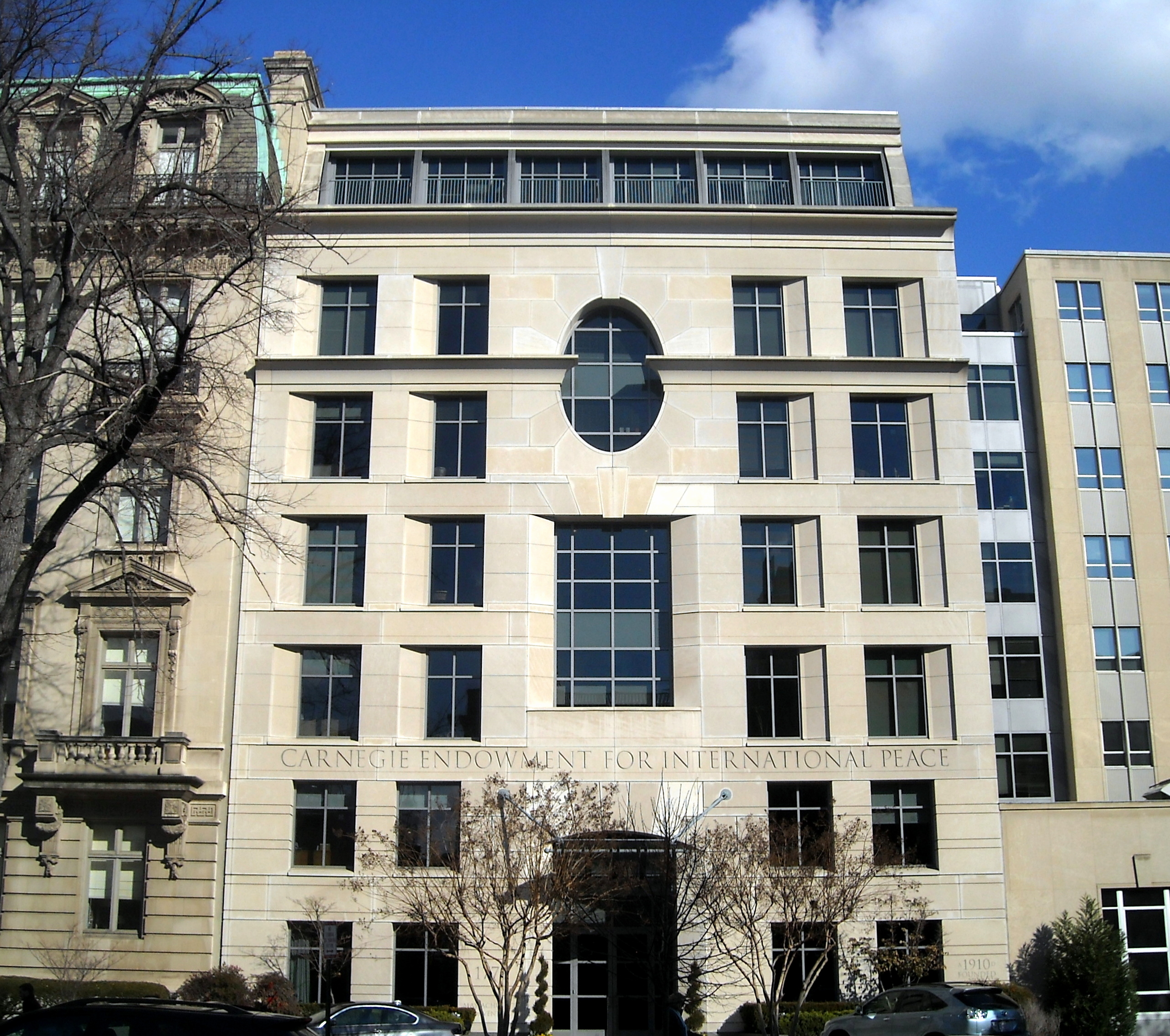
Siège de la Fondation.

Depuis 1991, les États-Unis soutiennent de diverses manières des groupes politiques pro-européens en Ukraine par l'intermédiaire d'organisations comme la fondation Carnegie, notamment via des formations données à des représentants politiques. La diplomate américaine Victoria Nuland, représentante du Bureau des affaires européennes et eurasiennes à Washington, indique que ce financement a dépassé 5 milliards de dollars entre 1991 (date de l'indépendance de l'Ukraine) et 2013,. Ce montant inclut notamment le soutien à la croissance économique (1,1 milliard de dollars), l'assistance humanitaire (300 millions), la lutte contre le trafic de drogue. Il s'agit de financements sur des soutiens économiques, sociaux et d'appui à la démocratie.
La fondation participe à la fin des années 1990 aux efforts du gouvernement américain visant à renverser le président serbe Slobodan Milošević[source insuffisante].

## Centres Carnegie
À partir de 1994, la Fondation met en place une stratégie de présence de correspondants internationaux permanents, avec la création d'un bureau à Moscou, le Carnegie Moscow Center.
Suivront plus tard ceux de Pékin, Beyrouth et Bruxelles, fondée en 2007 par Fabrice Pothier.
Carnegie Europe est le centre européen de la Fondation Carnegie pour la paix internationale. Carnegie Europe cherche à promouvoir une nouvelle réflexion sur les défis internationaux et européens à travers des publications, des articles, des séminaires et des consultations privées. Le directeur actuel de Carnegie Europe est Jan Techau.

## Membres principaux

### Présidents
- Elihu Root (1912 – 1925)
- Nicholas Butler (1925 – 1945)
- Alger Hiss (1946 – 1949)
- James Shotwell (1949 – 1950)
- Joseph E. Johnson (en) (1950 – 1971)
- Thomas L. Hughes (en) (1971 – 1991)
- Morton I. Abramowitz (en) (1991 – 1997)
- Jessica T. Mathews (1997 – 2015)
- William J. Burns (2015 - 2021)
- Thomas Carothers (interim) (2021)
- Mariano-Florentino Cuéllar (en) (depuis 2021)

### Chairmen
- Elihu Root (1910 – 1925)
- Nicholas Butler (1925 – 1945)
- John W. Davis (1946 – 1947)
- John Foster Dulles (1947 – 1953)
- Harvey Hollister Bundy (en) (1953 – 1958)
- Whitney North Seymour (en) (1958 – 1970)
- Milton Katz (en) (1970 – 1978)
- John W. Douglas (en) (1978 – 1986)
- Charles Zwick (en) (1986 – 1993)
- Robert Carswell (1993 – 1999)
- William H. Donaldson (1999 – 2003)
- James C. Gaither (2003 – 2009)
- Richard Giordano (2009 – 2013)
- Harvey V. Fineberg (en) (2013 – 2018)
- Penny Pritzker (2018-2023)
- Catherine James Paglia (en) (depuis 2023)